# Munku-Sardyk
Il Munku-Sardyk (in mongolo: Мөнх сарьдаг, Mônh sar'dag) è una montagna russo-mongola situata nella parte più alta della catena dei Monti Saiani Orientali: il Bol'šoj Sajan.
È localizzata nella Siberia meridionale, nel sud della Russia, e all'estremo nord della Mongolia; politicamente, il versante mongolo è ricompreso nella provincia del Hôvsgôl, mentre quello russo nella Repubblica della Buriazia, a sua volta appartenente al circondario federale della Siberia.
La montagna ha un chiaro rilievo alpino con valli montuose di origine glaciale. Possiede alcuni ghiacciai perenni sulle cime, per una superficie totale di circa 1,3 km². Il principale ghiacciaio settentrionale ha uno spessore fino a 85 m, con fessure larghe fino a mezzo metro e profonde fino a 6 m. Attualmente l'area dei ghiacciai si sta riducendo. Negli inverni rigidi, si possono raggiungere temperature con decine e decine di gradi sotto lo zero. Con i suoi 3 491 m possiede il record di altezza nella catena montuosa dei monti Saiani Orientali di cui fa parte, e della Mongolia.
A est del Munku-Sardyk, dalla gola dell'Irkut, partono i Tunkinskie Gol'cy. A nord-est si trova l'altopiano Okinskoe (altopiano dell'Oka), su cui hanno origine i grandi affluenti di sinistra dell'Angara: i fiumi Oka, Irkut e Kitoj. Sul lato sud, a 12 km dalla vetta si trova il lago Hôvsgôl nuur.